# Arkano
Guillermo Rodríguez Godínez (Alacant, 23 de març de 1994) és un raper valencià conegut com Arkano.
Va néixer a l'edifici La Colmena d'Alacant. Té un rècord Guinness amb un rap improvisat de 24 hores i 34 minuts. Ha destacat per ser el campió nacional de la competició hip-hop Red Bull Batalla de los Gallos Espanya de 2009 i internacional de 2015.
Tenia el somni d'expressar el que sentia a través de rimes i a poc a poc ho va anar construint a través dels anys. Va ser llavors quan va començar a escriure els seus primers temes i a gravar-los a casa seva. «Em baso en la meva vida, en experiències pròpies», va confessar en una entrevista.

## Biografia
Nascut a l'edifici alacantí de La Colmena, al barri de Sant Blai, va començar a fer els seus primers passos en el rap en aquesta ciutat. Amb tan sols set anys, va descobrir el món del hip hop gràcies a la seva germana, escoltant grups com ZNP, Violadores del Verso, i artistes com Nach i El Chojin. La primera «batalla» —enfrontament entre rapers— amb què es va donar a conèixer va tenir lloc el juliol del 2008; des d'aquell moment es va començar a prodigar en altres competicions.
Des de 2009 és conegut en el panorama nacional espanyol, ja que va guanyar el títol nacional de Red Bull Batalla de Galls amb tan sol quinze anys d'edat, enfrontant-se a «galls» com Skone, Jonko i Mowlihawk. Cap a finals d'any també va ser subcampió de la Hipnotik. Addicionalment, va disputar la Final Internacional de Red Bull celebrada al seu país, on va caure en quarts de final contra Rayden.
El 2015 va revalidar el títol de campió nacional de batalla de galls a la seva ciutat, Alacant, després de vèncer Cixer, Elekipo, Blon i Ante. El mateix any va aconseguir la seva major fita fins a la data, coronar-se com a campió mundial de Red Bull Batalles dels Galls a Xile. Un dels moments més polèmics va tenir lloc en el seu enfrontament contra Dtoke, a quarts de final. Mentre aquest rapejava, Arkano el va besar. Després de passar de ronda, en semifinals va tenir un gran enfrontament contra un dels millors MC de la història, Aczino, al qual després de dues rèpliques va poder vèncer, per a en la final coronar-se com a campió contra el MC xilè Tom Crowley. L'any 2016 al Perú va caure en semifinals d'aquesta competició de manera polèmica contra Skone, fet i fet campió, i va aconseguir classificar-se per a l'edició de l'any següent en aconseguir el tercer lloc. A més, va trencar la 'maledicció' que deia que quan un MC guanyava la final internacional, si es presentava el següent any, perdia a primera ronda.
A l'octubre de 2016 va batre un rècord Guinness després d'estar improvisant 24 hores, 34 minuts i 27 segons, amb pauses de sol tres segons per menjar i beure, a la Porta de Sol de Madrid.
Al 2017 va disputar la final internacional, després de ser convidat a la mateixa després d'haver aconseguit el tercer lloc en la final internacional de 2016. A la final internacional, que es va disputar a Mèxic el 3 de desembre de 2017, va tornar novament classificar-se a la propera edició en aconseguir el tercer lloc, després de perdre en un combat molt igualat amb Aczino a semifinals i vèncer a la final de consolació al dominicà Yenky One.
En la seva faceta com a autor, ha publicat un llibre el 2016 -Assalt al buit: com he arribat fins aquí-, i finalment el 2017 va aparèixer el seu primer àlbum d'estudi, Bioluminiscència. El 2017, va acabar la carrera d' enginyeria informàtica.
Arkano té una presència en mitjans de comunicació relativament freqüent a Espanya, havent-se convertit en una referència del rap i en concret del freestyle. Des d'ella i també com a freestyler, ha encapçalat la lluita contra l'homofòbia i el masclisme al rap espanyol.
Va participar en la FMS (Freestyle Màster Series) en la que la temporada 2017-2018 va aconseguir romandre en la lliga per no descendir, en la qual van descendir durant la primera jornada Invert i Mr.Ego, quedant novè i desè lloc.
El 2018 també va tornar a disputar la Red Bull Batalla dels Galls. Aquesta vegada a Argentina on, després de guanyar el local Dozer a vuitens, va ser derrotat pel seu compatriota Bnet a quarts de final. Això va marcar el seu comiat, després de 5 internacionals, de la competència mare dels galls.
La seva retirada de les batalles va ser a la seva batalla final contra Chuty, a la novena jornada de FMS Espanya que va tenir lloc a València el 16 de febrer de l'any 2019. Encara que no ha perdut el contacte amb les batalles, participant de jurat en moltes competicions de freestyle, com la Final Nacional de la Red Bull Batalla dels Galls de 2019.
El 2019 el seu tema "Un altre intent més" es va convertir en el primer rap a ser la sintonia oficial de la Volta a Espanya.
Al novembre de 2019 va participar interpretant-se a si mateix com un dels "segrestats" a El gran segrest per Playz.
El 30 de novembre de 2019 va participar com a jutge en l'edició internacional de la Red Bull Batalla dels Galls 2019. Arkano és col·laborador del programa radiofònic La Ventana de la Cadena SER juntament amb la rapera Sara Socas.

## Llibres
- Asalto al vacío, ¿Cómo he llegado hasta aquí? (2016, Ediciones Martínez Roca)

## Àlbums[8]
- Rareza Antropológica (2012)
- Smooth Series (Plataforma Youtube) (2014)
- La Voz de Sospecha (2015)
- Bioluminiscencia (2017)

### Discs amb Jonko
- Clase preferente (maqueta, 2010)
- La voz de la sospecha (maqueta, 2013, Tiamat Records)

### Discs en solitari
- Hoy puede ser un gran día (maqueta, 2011)
- Rareza antropológica (maqueta, 2012)
- Smooth Series (EP, 2014, Tiamat Records)
- Bioluminiscencia (LP, 2017, Rosevil)

## Televisió
- Ritmo son latino
- Ritmo Urbano en La 2 (2018-present)
- Proyecto Arkano en La 1 (2019-present)
- La voz kids en Antena 3 (2019-present)